# Prîvorottea, Brusîliv
Prîvorottea (în ucraineană Привороття) este o comună în raionul Brusîliv, regiunea Jîtomîr, Ucraina, formată numai din satul de reședință.

## Demografie
Componența lingvistică a satului Prîvorottea
     Ucraineană (98,26%)
     Rusă (1,74%)
Conform recensământului din 2001, majoritatea populației satului Prîvorottea era vorbitoare de ucraineană (98,26%), existând în minoritate și vorbitori de rusă (1,74%).